# Fisklöstjärnen (Storsjö socken, Härjedalen)
Fisklöstjärnen är en sjö i Bergs kommun i Härjedalen och ingår i Ljungans huvudavrinningsområde. Sjön har en area på 0,0518 kvadratkilometer och ligger 751,5 meter över havet.